# Willi Graf
Willi Graf (Euskirchen, 2 de janeiro de 1918 — Munique, 12 de outubro de 1943) foi um membro da resistência alemã contra o Terceiro Reich vinculado ao grupo Rosa Branca

## Biografia
Willi Graf nasceu em Euskirchen em 1918, mas deslocou-se com a sua família para Saarbrücken, no Sarre, em 1922. Lá, com 11 anos, aderiu a um grupo católico dissolvido pelo NSDAP em 1933. Em 1934, adere ao grupo antinazi católico Ordem Gris (Grauer Orden) e, em 1937 começa os seus estudos de Medicina na Universidade Ludwig Maximilian de Munique. Porém, em 1938 será arrestado por pertencer ao Grauer Orden, sendo liberado pouco depois ao acolher-se à amnistia que se concedeu com o processo do Anschluss. 
Em 1942, adere ao grupo Rosa Branca (Weiße Rose), formado na Universidade de Munique por outros estudantes, entre os quais Hans Scholl, Sophie Scholl, Alenxander Schmorell e Christoph Probst. Porém, em 1943, depois de os irmãos Scholl forem arrestados, a Gestapo arrestou também Willi Graf e a sua irmã Annelise Graf. Ambos foram sentenciados a pena de morte pelo juiz Roland Freisler do Tribunal Popular nazi, que se encarregou da maior parte dos julgamentos contra membros da resistência alemã. Depois de meses de tortura e sem ter delatado nenhum outro membro, foi decapitado em 12 de outubro de 1943. 
Em 2003, foi nomeado Cidadão Ilustre de Saarbrücken e sete escolas alemãs levam o seu nome. 